# Női labdarúgótorna a 2024. évi nyári olimpiai játékokon
A 2024. évi nyári olimpiai játékokon a női labdarúgótornát július 25. és augusztus 10. között rendezték meg. A FIFA alá tartozó nemzeti tagszövetségek kontinentális selejtezőtornákon vívhatták ki az olimpiára való kijutást. Franciaország a rendező jogán automatikus résztvevője volt a tornának.
Az Egyesült Államok ötödik címét nyerte el, 2012 óta az elsőt.

## Selejtező
| Esemény                                 | Dátum                   | Helyszín         | Kvóta | Kvalifikált csapatok                    |
| --------------------------------------- | ----------------------- | ---------------- | ----- | --------------------------------------- |
| Rendező                                 | —                       | —                | 1     | Franciaország (FRA)                     |
| 2022-es női CONCACAF-aranykupa          | 2022. július 4–18.      | Mexikó           | 1     | Egyesült Államok (USA)                  |
| 2022-es Copa América Femenina           | 2022. július 8–30.      | Kolumbia         | 2     | Brazília (BRA) · Kolumbia (COL)         |
| 2024-es CONCACAF olimpiai selejtező     | 2023. szeptember 22–26. | Jamaica · Kanada | 1     | Kanada (CAN)                            |
| 2024-es OFC olimpiai selejtező          | 2024. február 7–19.     | Szamoa           | 1     | Új-Zéland (NZL)                         |
| 2023–2024-es UEFA Női Nemzetek Ligája   | 2024. február 23–28.    | több rendező     | 2     | Spanyolország (ESP) · Németország (GER) |
| 2024-es női AFC-olimpiai selejtezőtorna | 2024. február 24–28.    | több rendező     | 2     | Ausztrália (AUS) · Japán (JPN)          |
| 2024-es női CAF-olimpiai selejtezőtorna | 2024. április 5–9.      | több rendező     | 2     | Nigéria (NGR) · Zambia (ZAM)            |
| Összesen                                |                         |                  | 12    |                                         |

## Sorsolás
Az olimpia csoportbeosztását 2024. március 20-án sorsolták Párizsban. A 12 csapatot 4 kalapban helyezték el. A sorsolást Stephanie Labbé és Didier Drogba végezte el.
| 1. kalap                                                             | 2. kalap                                         | 3. kalap                                             | 4. kalap                                         |
| -------------------------------------------------------------------- | ------------------------------------------------ | ---------------------------------------------------- | ------------------------------------------------ |
| - Franciaország (FRA) - Spanyolország (ESP) - Egyesült Államok (USA) | - Németország (GER) - Japán (JPN) - Kanada (CAN) | - Brazília (BRA) - Ausztrália (AUS) - Kolumbia (COL) | - Új-Zéland (NZL) - Nigéria (NGR) - Zambia (ZAM) |

## Csoportkör

### Sorrend meghatározása
A csoportokban a sorrendet a következő pontok alapján állapították meg:
1. több szerzett pont az összes csoportmérkőzésen;
2. jobb gólkülönbség az összes csoportmérkőzésen;
3. több szerzett gól az összes csoportmérkőzésen;
4. több szerzett pont az azonosan álló csapatok közötti mérkőzéseken;
5. jobb gólkülönbség az azonosan álló csapatok közötti mérkőzéseken;
6. több szerzett gól az azonosan álló csapatok közötti mérkőzéseken;
7. alacsonyabb fair play pontszám (sárga lap: 1 pont, két sárga lapot követő piros lap: 3 pont, azonnali piros lap: 4 pont, sárga lap és azonnali piros lap: 5 pont);
8. sorsolás.

### A csoport
| Hely. | Csapat                  | M | Gy | D | V | G+ | G– | Gk | P | Továbbjutás                                |
| ----- | ----------------------- | - | -- | - | - | -- | -- | -- | - | ------------------------------------------ |
| 1.    | Franciaország (FRA) (H) | 3 | 2  | 0 | 1 | 6  | 5  | +1 | 6 | Továbbjutott az egyenes kieséses szakaszba |
| 2.    | Kanada (CAN)            | 3 | 3  | 0 | 0 | 5  | 2  | +3 | 3 | Továbbjutott az egyenes kieséses szakaszba |
| 3.    | Kolumbia (COL)          | 3 | 1  | 0 | 2 | 4  | 4  | 0  | 3 | Továbbjutott az egyenes kieséses szakaszba |
| 4.    | Új-Zéland (NZL)         | 3 | 0  | 0 | 3 | 2  | 6  | −4 | 0 |                                            |

1. ↑  2024. július 27-én a FIFA hat pontos büntetést adott a kanadai válogatottnak, amiért drónokkal kémkedtek egy edzőközpontban.[2]

### B csoport
| Hely. | Csapat                 | M | Gy | D | V | G+ | G– | Gk | P | Továbbjutás                                |
| ----- | ---------------------- | - | -- | - | - | -- | -- | -- | - | ------------------------------------------ |
| 1.    | Egyesült Államok (USA) | 3 | 3  | 0 | 0 | 9  | 2  | +7 | 9 | Továbbjutott az egyenes kieséses szakaszba |
| 2.    | Németország (GER)      | 3 | 2  | 0 | 1 | 8  | 5  | +3 | 6 | Továbbjutott az egyenes kieséses szakaszba |
| 3.    | Ausztrália (AUS)       | 3 | 1  | 0 | 2 | 7  | 10 | −3 | 3 |                                            |
| 4.    | Zambia (ZAM)           | 3 | 0  | 0 | 3 | 6  | 13 | −7 | 0 |                                            |

### C csoport
| Hely. | Csapat              | M | Gy | D | V | G+ | G– | Gk | P | Továbbjutás                                |
| ----- | ------------------- | - | -- | - | - | -- | -- | -- | - | ------------------------------------------ |
| 1.    | Spanyolország (ESP) | 3 | 3  | 0 | 0 | 5  | 1  | +4 | 9 | Továbbjutott az egyenes kieséses szakaszba |
| 2.    | Japán (JPN)         | 3 | 2  | 0 | 1 | 6  | 4  | +2 | 6 | Továbbjutott az egyenes kieséses szakaszba |
| 3.    | Brazília (BRA)      | 3 | 1  | 0 | 2 | 2  | 4  | −2 | 3 | Továbbjutott az egyenes kieséses szakaszba |
| 4.    | Nigéria (NGR)       | 3 | 0  | 0 | 3 | 1  | 5  | −4 | 0 |                                            |

### Harmadik helyezett csapatok sorrendje
| Hely. | Cs | Csapat           | M | Gy | D | V | G+ | G– | Gk | P | Továbbjutás                                |
| ----- | -- | ---------------- | - | -- | - | - | -- | -- | -- | - | ------------------------------------------ |
| 1.    | A  | Kolumbia (COL)   | 3 | 1  | 0 | 2 | 4  | 4  | 0  | 3 | Továbbjutott az egyenes kieséses szakaszba |
| 2.    | C  | Brazília (BRA)   | 3 | 1  | 0 | 2 | 2  | 4  | −2 | 3 | Továbbjutott az egyenes kieséses szakaszba |
| 3.    | B  | Ausztrália (AUS) | 3 | 1  | 0 | 2 | 7  | 10 | −3 | 3 |                                            |

## Egyenes kieséses szakasz

### Ágrajz
|  | Negyeddöntő                     | Negyeddöntő                     |                                 |       | Elődöntő      | Elődöntő      |  |  | Döntő | Döntő |
|  |                                 |                                 |                                 |       |               |               |  |  |       |       |
|  | augusztus 3. – Nantes           |                                 |                                 |       |               |               |  |  |       |       |
|  |                                 |                                 |                                 |       |               |               |  |  |       |       |
|  | Franciaország (FRA)             | 0                               |                                 |       |               |               |  |  |       |       |
|  | Franciaország (FRA)             | 0                               | augusztus 6. – Marseille        |       |               |               |  |  |       |       |
|  | Brazília (BRA)                  | 1                               |                                 |       |               |               |  |  |       |       |
|  | Brazília (BRA)                  | 1                               | Brazília (BRA)                  | 4     |               |               |  |  |       |       |
|  | augusztus 3. – Décines-Charpieu |                                 | Brazília (BRA)                  | 4     |               |               |  |  |       |       |
|  |                                 | Spanyolország (ESP)             | 2                               |       |               |               |  |  |       |       |
|  | Spanyolország (ESP)             | Spanyolország (ESP)             | 2                               | 2 (4) |               |               |  |  |       |       |
|  | Spanyolország (ESP)             |                                 | augusztus 10. – Párizs          | 2 (4) |               |               |  |  |       |       |
|  | Kolumbia (COL)                  | 2 (2)                           |                                 |       |               |               |  |  |       |       |
|  | Kolumbia (COL)                  | 2 (2)                           | Brazília (BRA)                  | 0     |               |               |  |  |       |       |
|  | augusztus 3. – Párizs           |                                 | Brazília (BRA)                  | 0     |               |               |  |  |       |       |
|  |                                 | Egyesült Államok (USA)          | 1                               |       |               |               |  |  |       |       |
|  | Egyesült Államok (USA)          | Egyesült Államok (USA)          | 1                               | 1     |               |               |  |  |       |       |
|  | Egyesült Államok (USA)          | augusztus 6. – Décines-Charpieu |                                 | 1     |               |               |  |  |       |       |
|  | Japán (JPN)                     | 0                               |                                 |       |               |               |  |  |       |       |
|  | Japán (JPN)                     | 0                               | Egyesült Államok (USA)          | 1     |               |               |  |  |       |       |
|  | augusztus 3. – Marseille        |                                 | Egyesült Államok (USA)          | 1     |               |               |  |  |       |       |
|  |                                 | Németország (GER)               | 0                               |       | Bronzmérkőzés | Bronzmérkőzés |  |  |       |       |
|  | Kanada (CAN)                    | Németország (GER)               | 0                               | 0 (2) | Bronzmérkőzés | Bronzmérkőzés |  |  |       |       |
|  | Kanada (CAN)                    |                                 | augusztus 9. – Décines-Charpieu | 0 (2) |               |               |  |  |       |       |
|  | Németország (GER)               | 0 (4)                           |                                 |       |               |               |  |  |       |       |
|  | Németország (GER)               | 0 (4)                           | Spanyolország (ESP)             | 0     |               |               |  |  |       |       |
|  |                                 |                                 |                                 |       |               |               |  |  |       |       |
|  | Németország (GER)               | 1                               |                                 |       |               |               |  |  |       |       |
|  | Németország (GER)               | 1                               |                                 |       |               |               |  |  |       |       |

### Bronzmérkőzés
| 2024. augusztus 9. 15:00 |

| Spanyolország (ESP) | 0–1               | Németország (GER)    |
| ------------------- | ----------------- | -------------------- |
|                     | (0–0) Jegyzőkönyv | Gwinn 65' (11-esből) |

| Parc Olympique Lyonnais, Décines-Charpieu Nézőszám: 10 995 Játékvezető: Katia Itzel García (mexikói) |

### Döntő
| 2024. augusztus 10. 17:00 |

| Brazília (BRA) | 0–1               | Egyesült Államok (USA) |
| -------------- | ----------------- | ---------------------- |
|                | (0–0) Jegyzőkönyv | Swanson 57'            |

| Parc des Princes, Párizs Nézőszám: 43 813 Játékvezető: Tess Olofsson (svéd) |

| A 2024. évi nyári olimpiai játékok női labdarúgótornájának olimpiai bajnoka |
| · EGYESÜLT ÁLLAMOK · 5. cím                                                 |
| --------------------------------------------------------------------------- |

## Gólszerzők
5 gólos
- Marie-Antoinette Katoto (FRA)

4 gólos
- Mallory Swanson (USA)
- Barbra Banda (ZAM)

3 gólos
- Lea Schüller (GER)
- Trinity Rodman (USA)
- Sophia Smith (USA)

2 gólos
- Steph Catley (AUS)
- Alanna Kennedy (AUS)
- Gabi Portilho (BRA)
- Vanessa Gilles (CAN)
- Leicy Santos (COL)
- Giulia Gwinn (GER)
- Alexia Putellas (ESP)
- Racheal Kundananji (ZAM)

1 gólos
- Michelle Heyman (AUS)
- Hayley Raso (AUS)
- Adriana (BRA)
- Gabi Nunes (BRA)
- Jheniffer (BRA)
- Kerolin (BRA)
- Jessie Fleming (CAN)
- Cloé Lacasse (CAN)
- Evelyne Viens (CAN)
- Manuela Paví (COL)
- Mayra Ramírez (COL)
- Marcela Restrepo (COL)
- Catalina Usme (COL)
- Kenza Dali (FRA)
- Jule Brand (GER)
- Klara Bühl (GER)
- Marina Hegering (GER)
- Elisa Senß (GER)
- Fudzsino Aoba (JPN)
- Hamano Maika (JPN)
- Kitagava Hikaru (JPN)
- Kumagai Szaki (JPN)
- Tanaka Mina (JPN)
- Tanikava Momoko (JPN)
- Mackenzie Barry (NZL)
- Kate Taylor (NZL)
- Jennifer Echegini (NGR)
- Aitana Bonmatí (ESP)
- Mariona Caldentey (ESP)
- Athenea del Castillo (ESP)
- Jenni Hermoso (ESP)
- Salma Paralluelo (ESP)
- Irene Paredes (ESP)
- Korbin Albert (USA)
- Lynn Williams (USA)

1 öngólos
- Duda Sampaio (BRA) (Spanyolország ellen)
- Irene Paredes (ESP) (Brazília ellen)
- Ngambo Musole (ZAM) (Ausztrália ellen)

## Végeredmény
| Helyezés | Csapat                 |
| -------- | ---------------------- |
| Arany    | Egyesült Államok (USA) |
| Ezüst    | Brazília (BRA)         |
| Bronz    | Németország (GER)      |
| 4.       | Spanyolország (ESP)    |
| 5.       | Japán (JPN)            |
| 6.       | Franciaország (FRA)    |
| 7.       | Kanada (CAN)           |
| 8.       | Kolumbia (COL)         |
| 9.       | Ausztrália (AUS)       |
| 10.      | Új-Zéland (NZL)        |
| 11.      | Nigéria (NGR)          |
| 12.      | Zambia (ZAM)           |